# Мисливська ковбаса
Ковбаса мисливська (пол. Kiełbasa myśliwska) — ковбаса, характерна для польської кухні. Легко копчена та підсушена, її інгредієнтами є свинина, сіль, перець та ялівець. Зазвичай вона має довжину близько 10 сантиметрів та діаметр близько 2,5 см. Принаймні один бренд, що виробляється в Польщі, але продається у Великій Британії, містить яловичину разом зі свининою.
Як випливає з назви, це улюблена ковбаса мисливців, рибалок та інших людей, які працюють на відкритому повітрі. Вона зареєстрована під назвою «ковбаса мисливська старопольська» (пол. kiełbasa myśliwska staropolska) як традиційний м'ясний продукт у Польщі та продукт зі статусом Гарантованої традиційної страви (TSG) в Європейському Союзі та Великій Британії.

## Галерея

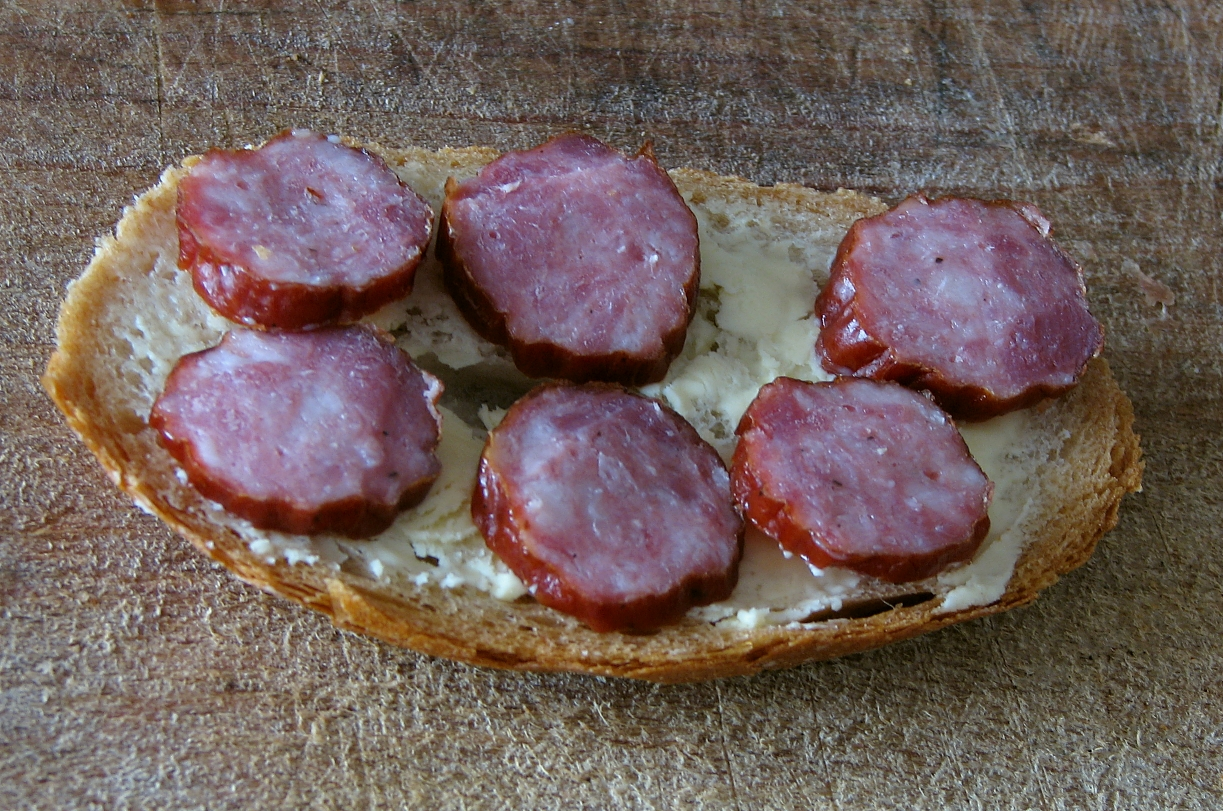
Ковбаса мисливська